# Književnost u 1627.
◄◄ | ◄ | 1624. | 1625. | 1626. | 1627.  | 1628. | 1629. | 1630. | ► | ►►
Arhitektura • Astronomija • Glazba • Kazalište • Kiparstvo • Knjige • Književnost • Kršćanstvo • Medicina • Politika • Pravo • Promet • Slikarstvo • Znanost
Književnost u 1627.

## Svijet

### Rođenja
- Jacques-Bénigne Bossuet

## Vanjske poveznice
|  | Zajednički poslužitelj ima još gradiva o temi Književnost u 1627. |